# مجتمع دگر
مجتمع دَگِر پایگاه نیروی زمینی ایالات متحده آمریکا در شهر دارمشتات کشور آلمان در نزدیکی گریزهایم است. این مجتمع در اِبِر اِشتِدتِر وِگ (به آلمانی: Eberstädter Weg) در جنوب فرودگاه گریه‌شیم قرار دارد.

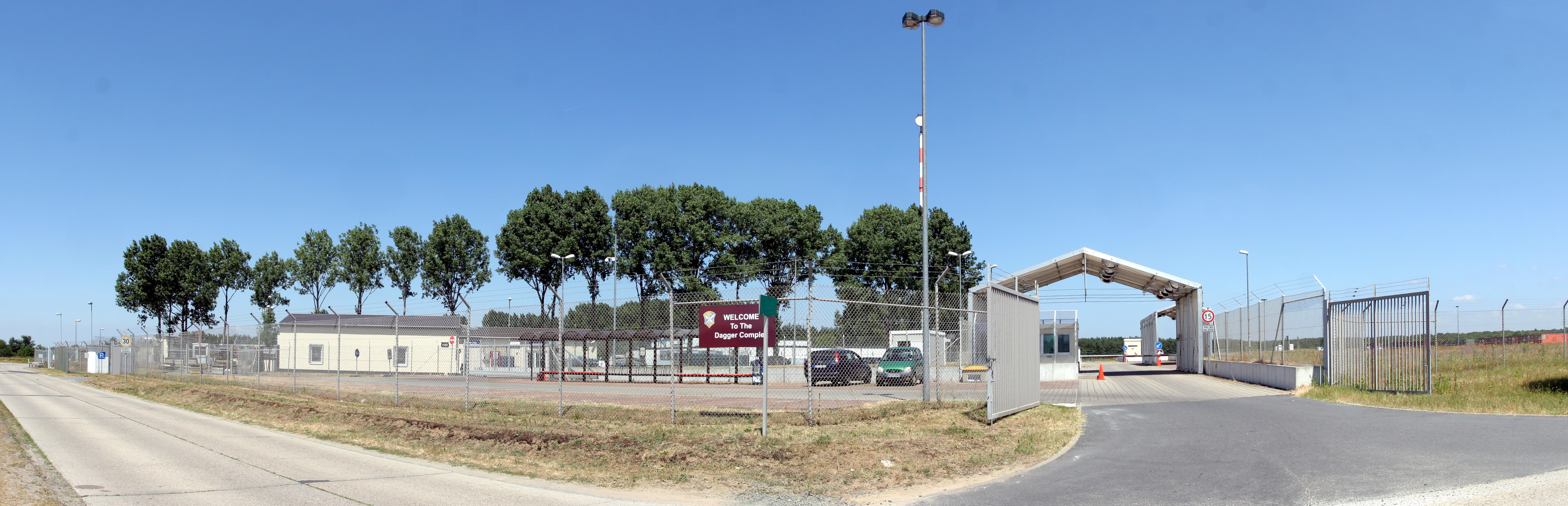
سراسرنما ۱۸۰ درجه از مجتمع دَگِر

## عملیات
فرماندهی امنیت و اطلاعات نیروی زمینی ایالات متحده آمریکا این مجتمع را از سوی آژانس امنیت ملی ایالات متحده آمریکا اداره می‌کند. ساختمان شماره ۴۳۷۳ در بخش مسکونی این مجتمع، محل مرکز رمزنگاری اروپا یعنی مرکز عملیات، تحلیل و گزارش‌دهی شنود الکترونیک در آلمان است.

## تاریخچه
در سال ۱۹۹۹ نزدیک به ۵۰ واحد فرماندهی امنیت و اطلاعات نیروی زمینی ایالات متحده آمریکا از ایستگاه باد ایبلینگ به دارمشتات منتقل شدند. تا تابستان سال ۲۰۰۴، تیپ اطلاعات نظامی ۶۶ام نیز در دامشتات به آنها پیوستند.

## جابجایی
قرار بود که این مجتمع در سال ۲۰۱۵ به یک مرکز اطلاعاتی یکپارچه در پایگاه نظامی لوکویوس دی. کلی کاسرنه (به آلمانی: Lucius D. Clay Kaserne) در ویسبادن-ربنهایم منتقل شود.

## اعتراض

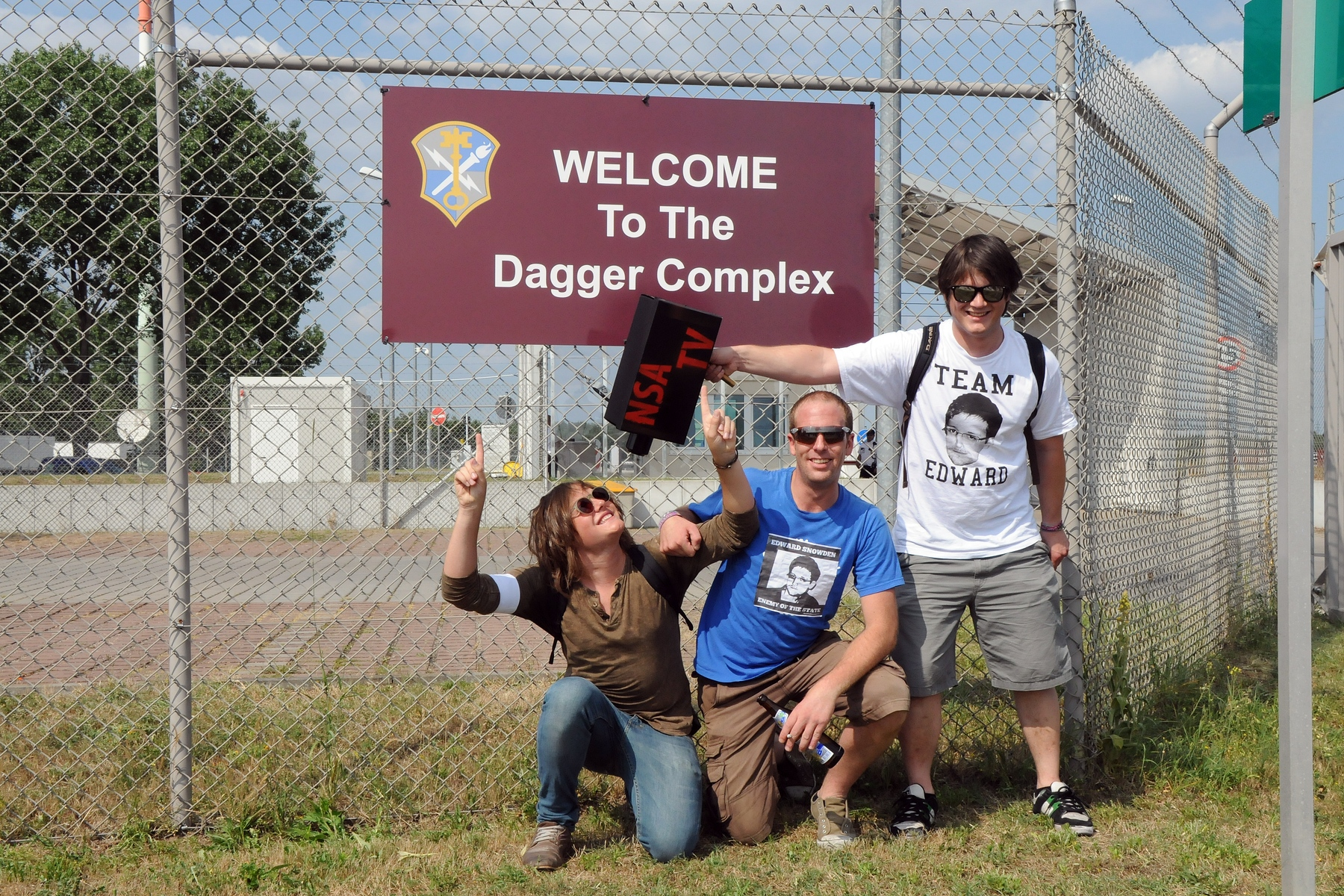
مجتمع دگر

در سال ۲۰۱۵ جنبش اجتماعی پنگ کالکتیو، در غالب برنامه خروج از سازمان اطلاعاتی (به انگلیسی: Intelexit) با پخش اعلامیه توسط پهپاد، ماموران اطلاعاتی را به خاطر مسائل اخلاقی یا مشکلات اختلال روانی، به ترک شغل تشویق کردند. مدت کوتاهی پس از آن، دسترسی به وبگاه این جنبش با استفاده از رایانه‌های درون این پایگاه مسدود شد.